# Topol Tekla (Chudów)
Topol Tekla, polsky Topola Tekla, je památný strom v Chudówě ve gmině Gierałtowice, v okrese Gliwice ve Slezském vojvodství v Horním Slezsku v jižním Polsku. Je to kříženec - topol kanadský (popola canadensis). Koruna stromu je poškozena, dutina ve spodní části je zastřešená a nacházejí se v ní také vestavěné dveře a malé posezení. Strom je i přes své poškození, díky ošetření, stále vitální. Díky svým rozměrům patří mezi největší stromy v Polsku. Strom patří mezi turisticky atraktivní cíle regionu.

## Další informace
Strom je celoročně volně přístupný.
V blízkosti se nachází bludný balvan Chudów, hrad Chudów a špýchar Chudów.

## Galerie

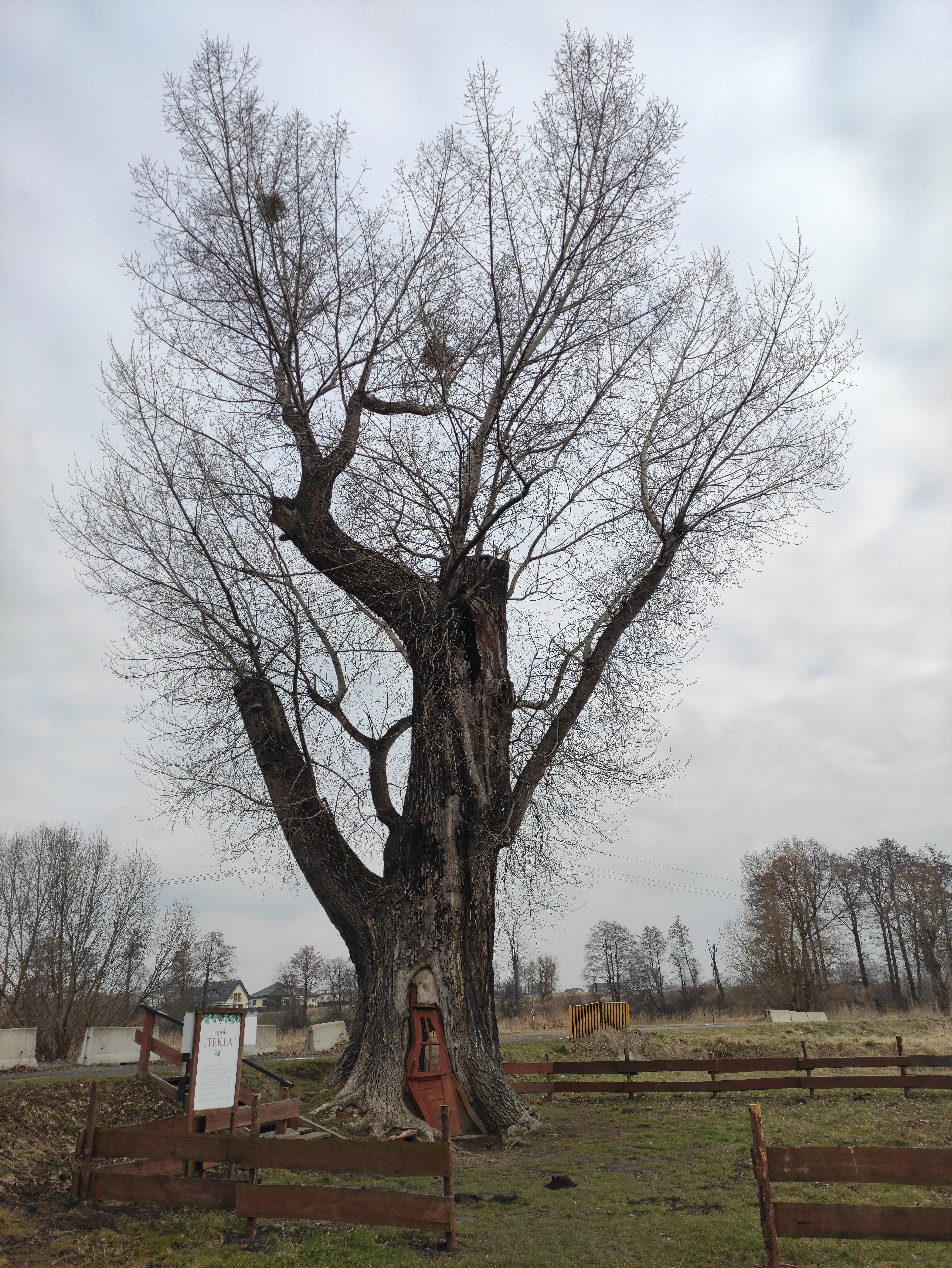
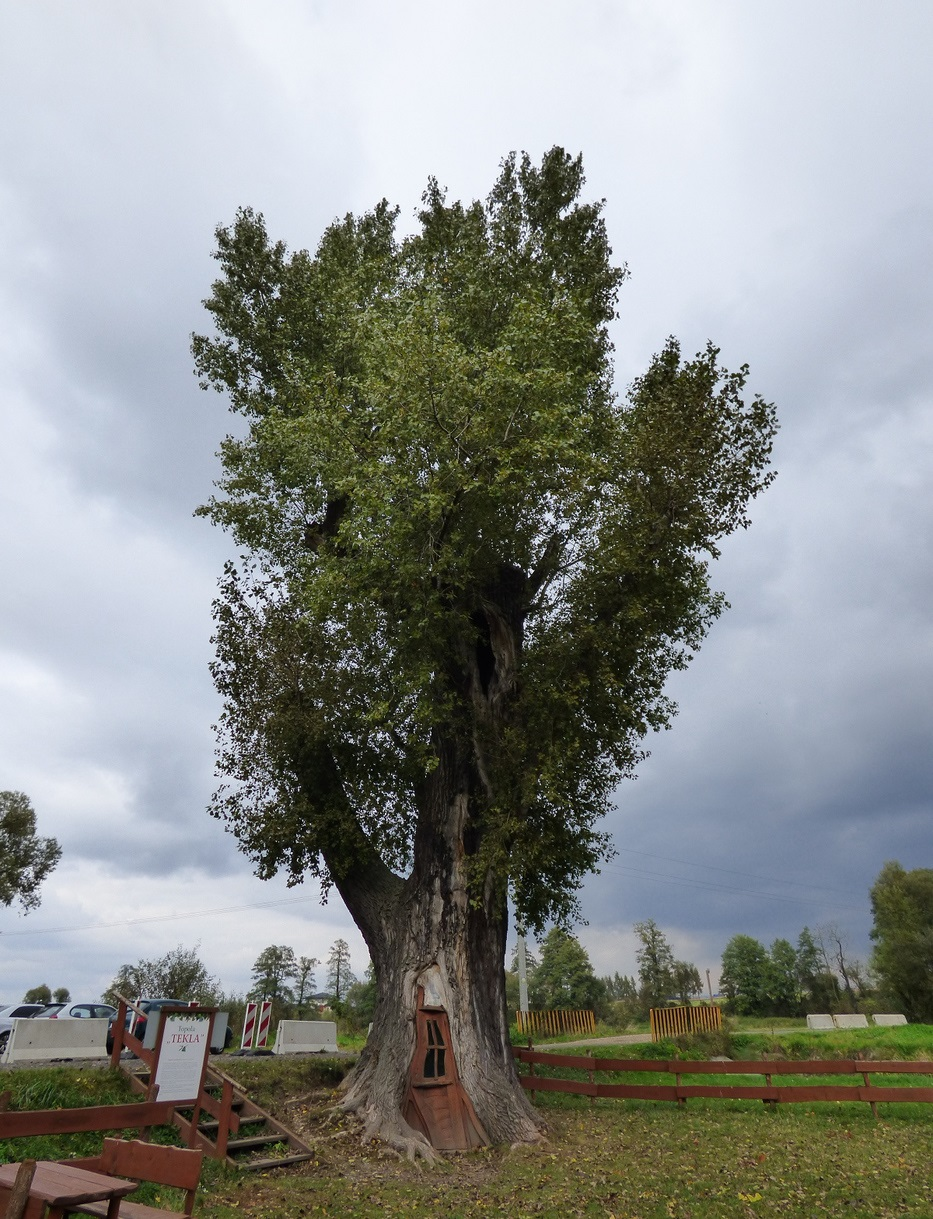
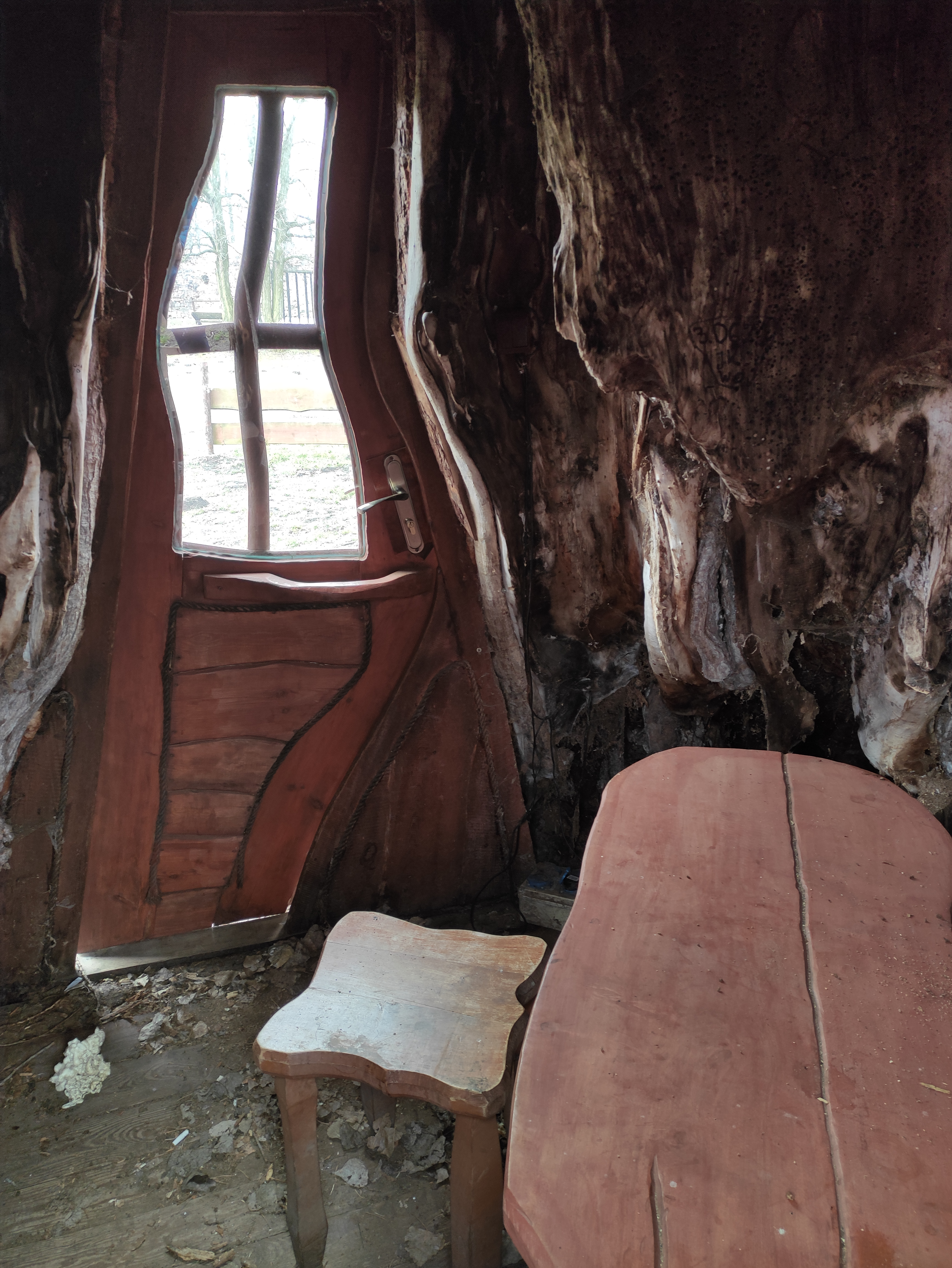
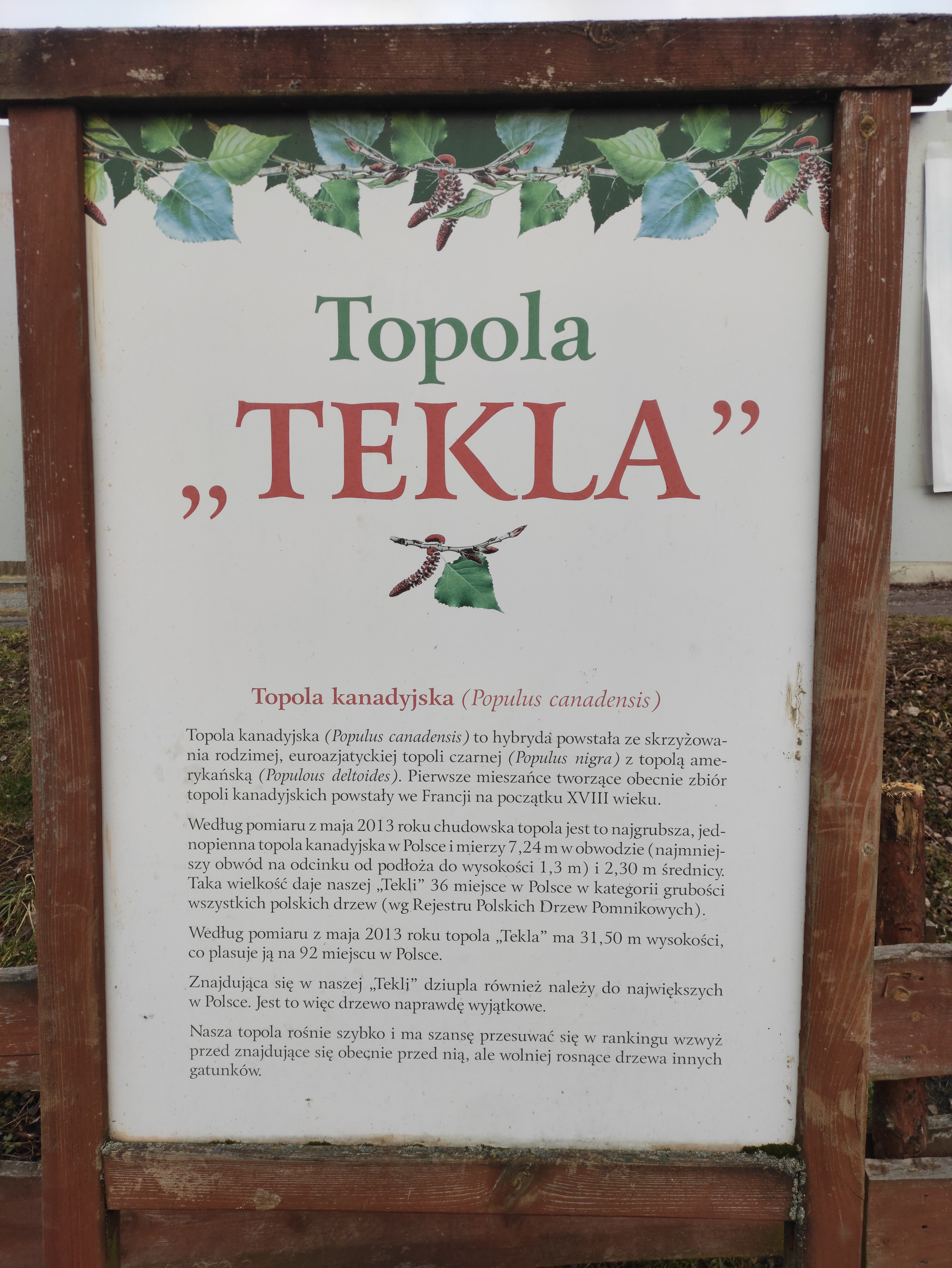